# Distrito de Katni
Katni (en hindi; कटनी जिला) es un distrito de la India en el estado de Madhya Pradesh. Código ISO: IN.MP.KA.
Comprende una superficie de 4 947 km².
El centro administrativo es la ciudad de Katni. Dentro del distrito se encuentra la localidad de Kymore.

## Demografía
Según censo 2011 contaba con una población total de 1 291 684 habitantes, de los cuales 628 620 eran mujeres y 663 064 varones.